# Gondolkodó robotok (film)
A Gondolkodó robotok (eredeti cím: Le collectionneur de cerveaux) 1976-ban bemutatott színes francia film, melyet Michel Subiela rendezett. A fő szerepekben Claude Jade, François Dunoyer, Gisèle Casadesus és André Reybaz látható.

## Cselekmény
Egy fiatal zongorista, Penny Vanderwood (Claude Jade) észreveszi, hogy Saint-Germain gróf egyik robotja ugyanúgy sakkozik, mint halott vőlegénye, Robert Tournon. Meggyőzi barátját, Lewis Armeight, hogy nyissa ki vele együtt Robert koporsóját, amely üres. Penny elindul, hogy megfejtse a rejtélyt, és a gróf nyomába ered...
Ebben a Gondolkodó robotok című novellából adaptált fantasy történetben egy sakkozó automata korabeli kalandjait követhetjük nyomon. Egyedül egy vidéki színház színpadán Penny Vanderwood a következő zongoraestjét próbálja. Egy férfi lép be a szobába, és a fiatal lányt figyeli. Amint befejezte a játékot, hosszan tapsol: „Régóta álmodtam már arról, hogy feltalálok egy zongorista automatát, és amikor megláttalak, tudtam, hogy úgy kell kinéznie, mint neked. Az idegen otthagyta Pennynek a névjegykártyáját: »Saint-Germain grófja, az automaták alkotója«. Az előadás másnapján Penny elolvassa a hízelgő cikket az újságban. A fiatal lány figyelmét egy másik, meglehetősen meglepő cikk hívja fel egy olyan bajnokságot meghirdető cikkre, amelyben a város legjobb sakkozói egy titokzatos és tévedhetetlen automatával mérkőznek meg, amelyet Saint-Germain grófja mutat be... Penny úgy dönt, hogy meghosszabbítja tartózkodását, hogy részt vehessen a versenyen. A teremben, ahol tartják, nehéz a légkör. A robot partnere láthatóan kényelmetlenül érzi magát...

## Szereplők
| Színész          | Szereplő           | 1. szinkron   | 2. szinkron        |
| ---------------- | ------------------ | ------------- | ------------------ |
| Claude Jade      | Penny Vanderwood   | Káldi Nóra    | Kisfalvi Krisztina |
| François Dunoyer | Lewis Armeight     | Végvári Tamás | Stohl András       |
| André Reybaz     | Saint-Germain gróf | Gera Zoltán   | Fodor Tamás        |
| Thierry Murzeau  | Diego              | ?             | Juhász Jácint      |
| Gisèle Casadesus | Mme Vanderwood     | ?             | Erdélyi Mari       |